# Nebeska željeznica
Nebeska željeznica naziv je za željezničku prugu koja povezuje grad Xining u pokrajini Qinghai s tibetskom prijestolnicom Lhasom u dužini od 1956 kilometara. Prva je željeznička pruga koja spaja Unutrašnju Kinu s Tibetom. Ubraja se među graditeljska čuda kineskoga gospodarstva iz nekoliko razloga:
- više od polovice pruge sagrađeno je na visinama većim od 4000 metara
- na prijevoju Tanggula (5072 metra) nalaze se najviše željezničke tračnice na svijetu
- tunel Yangbaijing najviši je željeznički tunel na svijetu (na 4905 metara)

Gradnja prometnice bila je dugotrajna i zahtjevna. Prugu je svečano otvorio tadašnji predsjednik Hu Jintao 1. srpnja 2006. Otvaranje pruge izazvalo je brojne prosvjede tibetskih udruženja za neovisnost (poput Međunarodne kampanje za Tibet) koje su otvaranje pruge okarakterizirali kao čin jačanja političke kontrole Kine nad tibetanskim teritorijem te otvaranje pruge protumačili kao poticaj Han Kinezima na naseljavanje Tibeta.
Izgradnjom željeznice Kina je učvrstila svoj položaj gospodarske, graditeljske i tehnološke velesile ojačavši time i položaj vladajućeg komunističkog režima.